# Petros Christodoulou
Petros Christodoulou (en griego: Πέτρος Χριστοδούλου; nacido en 1960) es un economista y banquero griego.

## Biografía
Christodoulou nació en 1960. Obtuvo su Bachelor of Science (B.Sc.) en Finanzas por la Universidad de Economía y Negocio de Atenas en 1982, y un MBA por la Universidad de Columbia en 1985, con una especialización en Finanzas y Mercados Globales. 

## Trayectoria
Después de su graduación trabajó para Credit Suisse First Boston (CFSB) en Londres. En 1987 Christodulou se unió a Goldman Sachs, trabajando en la sección londinense de Goldman Sachs (1987–1988), y posteriormente en Goldman Sachs Canadá. En 1989 Christodoulou se unió a la banca J.P. Morgan en Londres, trabajando en fondos y derivados europeos (1989–1995). En 1995 fue promovido al cargo de director para el comercio europeo de la entidad (1995–1997) y, más tarde, responsable de los mercados emergentes de Europa y África (1997–1998).
De 1998 a 2010, Christodoulou trabajó para el Banco Nacional de Grecia (NBG), inicialmente como Tesorero del Grupo y más tarde como director general del Tesoro, Mercados Globales y Fondos Privados de NBG. Mientras trabajaba para el NBG, Christodoulou colaboró estrechamente con el empresario y exresponsable de Goldman Sachs y presidente del Banco de Grecia Lukás Papadimos en organizar operaciones financieras polémicas para que Grecia pudiera unirse a la nueva moneda única europea, el Euro, que nació el 1 de enero de 2002. El 25 de febrero de 2010, el primer ministro de Grecia, Yorgos Papandréu nombró a Christodoulou director general de la Agencia de Administración de Deuda Pública (PDMA). La revista alemana Der Spiegel se refirió a Christodoulou como "el salvador de Grecia." Mientras era director general del PDMA, Christodoulou dirigió las negociaciones para reestructurar la deuda del Estado griego, que fue favorecida en €106,5 bn de reducción.
A su salida del PDMA en junio de 2012, Christodoulou fue nombrado director general de Actividades Internacionales del NBG el 11 de junio de 2012. El 28 de junio de 2012 fue elegido, además, miembro Ejecutivo del Consejo de administración del NBG. Christodoulou es también Presidente del NBG Asset and Liability and the Disclosure and Transparency Committees y miembro del NBG Integration Steering Committee and the Risk Management, Strategy, Executive and Provision and Write Off Committees. Figura también como miembro del Comité de Inversión de Ethniki Hellenic General Insurance, la Foundation for Economic and Industrial Research y es directivo del AEK Atenas F.C.